# Lecudina polymorpha
Lecudina polymorpha is een soort in de taxonomische indeling van de Myzozoa, een stam van microscopische parasitaire dieren. Het organisme komt uit het geslacht Lecudina en behoort tot de familie Lecudinidae. Lecudina polymorpha werd in 1963 ontdekt door Schrevel.